# French 75
Il French 75 è un cocktail a base di gin, champagne e succo di limone. È un cocktail ufficiale IBA.

## Composizione
- 6 cl di champagne
- 3 cl di gin
- 1,5 cl di succo di limone
- 0,75 cl di sciroppo di zucchero

## Preparazione
Nello shaker versare 3 cl di gin, 1,5 cl di succo di limone e due gocce di sciroppo di zucchero. Agitare e filtrare in una flûte. Completare aggiungendo 6 cl di champagne. Mescolare delicatamente.